# Lalganj (Uttar Pradesh)
Lalganj es un pueblo y nagar Panchayat situado en el distrito de Rae Bareli en el estado de Uttar Pradesh (India). Su población es de 23124 habitantes (2011). 

## Demografía
Según el censo de 2011 la población de Lalganj era de 23124 habitantes, de los cuales 12082 eran hombres y 11042 eran mujeres. Lalganj tiene una tasa media de alfabetización del 86,07%, superior a la media estatal del 67,68%: la alfabetización masculina es del 91,20%, y la alfabetización femenina del 80,50%.